# オアシス・オブ・ザ・シーズ
オアシス・オブ・ザ・シーズ（英語: Oasis of the Seas）は、アメリカのロイヤル・カリビアン・インターナショナルが運航するクルーズ客船である。船体は2007年11月に起工して2009年10月に同社に納入され、同年12月1日に就航、2010年には初のオアシス級のクルーズ客船の姉妹船としてアルーア・オブ・ザ・シーズに加わり、フロリダ州フォートローダーデールのエバーグレーズ港からカリブ海の航路で運航される。同年3月には乗船旅客数6,000人を超す記録を樹立した。
この船は同社所有の僚船フリーダム・オブ・ザ・シーズを抜き、当時世界最大のクルーズ客船となった。しかし、同船より全長50mm長いアルーア・オブ・ザ・シーズに同記録は更新されたものの、この僅差は両船が同一規格で設計されたことから、測定時の鋼材の温度差に起因すると考えられている。世界最大のクルーザー客船の座は、2023年にアイコン級に譲った。
2016年5月、2番目の僚船ハーモニー・オブ・ザ・シーズが全長362.12メートル (1,188.1 ft)で記録保持の座を引き継ぎ、2年近く経った2018年3月には オアシス クラスの4番船が新たな世界最大のクルーズ客船となり、そのシンフォニー・オブ・ザ・シーズは、長さ361.011 m (1,184.42 ft)、総トン数228,081 GTであった。

## 概要

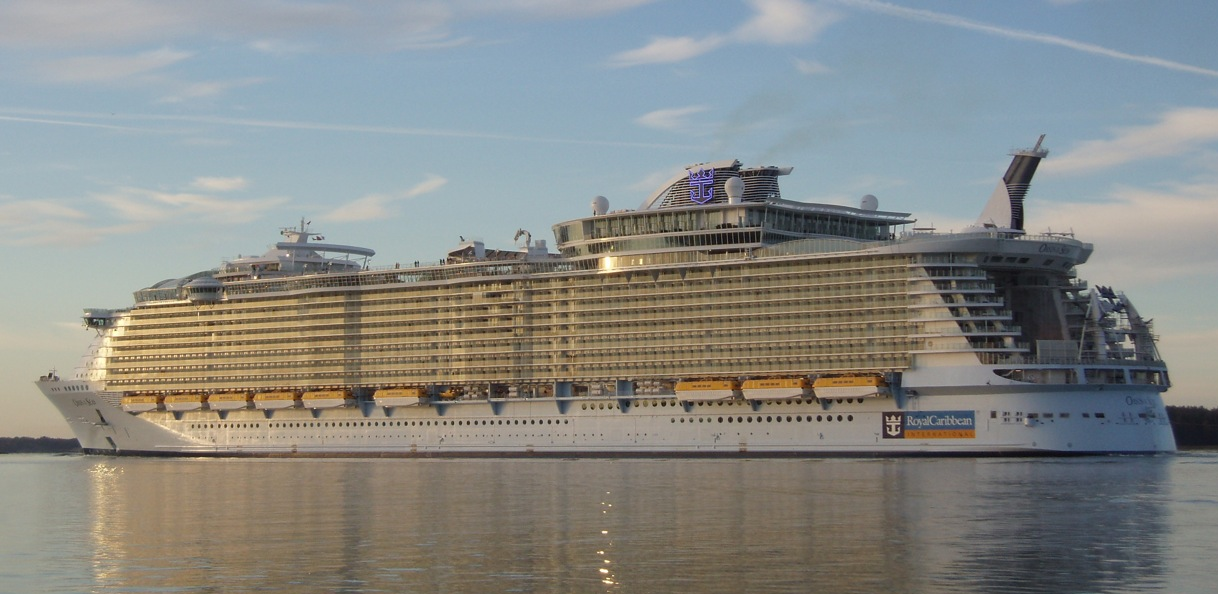

ロイヤル・カリビアン・インターナショナルはオアシス級の船を順次、導入してきた。アルーア・オブ・ザ・シーズ（2010年12月）、ハーモニー・オブ・ザ・シーズ（2016年5月）、ハーモニー・オブ・ザ・シーズ（2016年5月）、シンフォニー・オブ・ザ・シーズ（2018年4月）、ワンダー・オブ・ザ・シーズ（2022年3月）に続いて、2024年7月にユートピア・オブ・ザ・シーズが登場する。
その中でこの船はロイヤル・カリビアン・インターナショナル社のフリーダム・オブ・ザ・シーズ級の拡大版とされ、総トン数においてフリーダム級を、サイズにおいてキュナード・ラインのクイーン・メリー2を抜き、世界最大のクルーズ客船として登場した。総客室数は2,706室で、そのうち2,210室はオーシャンビューとなっている。ちなみに、本船の全長361m、全幅47mは2014年完工予定のパナマ運河拡張工事後に通過可能な限界値、全長366m・全幅49mに非常に近い値ではあるが、通過は可能である。
建造は、STXヨーロッパ造船（英語版）のフィンランド・トゥルク工場（Turku Shipyard、第1363ドック）で行われた。

## 船内施設
コンセプトの「近所付き合い」を基に造成された。

### 商業施設など
- ロイヤル・プロムナード
20世紀初頭のアメリカを再現。他船に比べ幅が二倍になり、上にあるセントラルパークから自然光を取り入れたため、より開放的な空間になった。周りには多数の店舗が並び深夜までオープンしている。イベントも時々行われる。
- セントラルパーク
船上公園。本物の草木が植えてあり散歩も楽しめる。遊歩道が左右にあり、真ん中にはロイヤル・プロムナードに日光を取り入れるための窓がある。屋根がないため雨が降ると傘をささなくてはいけない。
- ボードウォーク
回転木馬がある海岸沿いの遊歩道をイメージしたエリア。船の前方側にはセントラルパークやロイヤル・プロムナードがあり、後方のアクアシアターとも繋がっている。周りには子供やファミリー向けのショップが並ぶ。

### エンターテインメント
- シアター
1380席の大型劇場。豪華に飾られたシアターでは「ヘアスプレー」「シカゴ」などのブロードウェイミュージカルや手品、歌、アクロバット等が催される。
- アクアシアター
洋上初の野外円形劇場。最後部には洋上最大・最深のプールがあり、ここでダイビングショーや噴水ショーなどが催される。このプールを囲むようにして予約制の600席の観客席が並ぶ。
- キッズアベニュー
子供用の娯楽施設。年齢ごとに部屋が分かれている。
- 回転木馬
ボードウォークにある回転木馬にはキリン、馬、ライオンなど手仕事で作られた21頭の動物がいる。

### スポーツ
- ロッククライミング壁面
RCI最大の6フロア分に設けてあり壁面も2つある。
- ミニゴルフ場
無料でゴルフが楽しめる。
- メインプール
普通のプール。
- スポーツプール
水上バスケットボール、水上バレーボールなどが楽しめる。
- ビーチプール
ビーチ風になっていて奥へ行くほど深くなる。手前にはデッキチェアも並んでいる。
- H2Oゾーン
子供用プール。カラフルな生物のモニュメントが並び、タコの中にはウォータースライダーもある。その他、水鉄砲や噴水などがあり水遊びが楽しめる。
- ソラリウム
18歳以上しか入ることのできない屋内プール。椰子の木やオウムのオブジェが並び、展望ジャグジーからは海面から45mの高さからの眺めが楽しめる。
- 船上サーフィン
「フローライダー」とも呼ばれる。オアシス・オブ・ザ・シーズでは2カ所にあり、それぞれがフリーダムクラスよりも大きくなっている。
- ジップライン
9層下のボードウォークの上を斜めに滑空するターザンロープ。全長25m。
- アイススケートリンク
アイススケートリンク、コンサートスタジオ、テレビスタジオ、トレードショー会場など、あらゆる目的で使用することができる多目的ホール。通常、昼は一般の人がスケートを楽しむことができ、夜はスケートのショーが上演される。貸し靴などは無料。
- ジョギングトラック
普通の船では屋上階に設置されているが、オアシス・オブ・ザ・シーズでは5デッキの甲板に設置されている。大海原を眺めながら船を一周できる。

### 他船に無い施設
- アクアシアター
- セントラルパーク
- ボードウォーク（回転木馬）

## 船客の服装
船客には夕食のたびに、服装の指定がある。ディナーの主催者や飲食するレストランの格（後述）に合わせて整えるのも、船旅の醍醐味。
- 5泊6日
カジュアル3回、スマートカジュアル1回、フォーマル1回
- 6泊7日
カジュアル3回、スマートカジュアル1回、フォーマル2回
- 7泊8日
カジュアル4回、スマートカジュアル1回、フォーマル2回
- 8泊9日
カジュアル4回、スマートカジュアル2回、フォーマル2回
- 9泊10日
カジュアル5回、スマートカジュアル2回、フォーマル2回

## レストラン
- メインダイニングルーム
1920年代をイメージした3層吹き抜けの開放的なダイニングは、アールデコ調の内装を施してあり船内で規模は最大の食事空間。日本語メニューが用意されているので簡単に注文ができる。朝食・昼食時は自由席。指定席の夕食時間は、18:00開始のメインと、20:30開始のセカンドの2組から選ぶ方式。ドリンクを除き、食事代金は全て、クルーズ料金に含まれる。

### デッキ5・6
- ソレント
ロイヤルプロムナードにあるニューヨークスタイルのピザショップ。
- カフェ・プロムナード
パン、サンドウィッチ、ケーキなど。
- カップケーキ・カップボード
1940年代をイメージした店。
- シーフード・シャック
オアシス・オブ・ザ・シーズのみ。シーフードなどが楽しめるカジュアルなレストラン。
- リタズ・カンティーナ
アルーア・オブ・ザ・シーズのみ。本場のタコスが食べられるカジュアルなメキシコ料理店。
- ジョニーロケッツ
1950年代風の本格的ハンバーガーショップ。
- ドーナツショップ
昔ながらの店のデザイン。
- ドックハウス
いろいろな種類から好みのホットドッグを選ぶことができる。
- ヴァイタリティ・カフェ
低カロリーメニューのレストランで、ダイエットにも最適。スパの入り口にある。

### デッキ8
- 150セントラルパーク
最先端の料理やワインを楽しめる。
- チョップス・グリル
人気のステーキハウス。
- ジョバンニ・テーブル
トスカーナのトラットリアを思わせるイタリア料理店。
- ヴィンテージ
ワインバー。チーズ、タコスなどのおつまみも充実。
- パークカフェ
軽食を提供するカフェ。

### デッキ12〜16
- コンシェルジュ・クラブ
グランドスイート以上の乗船客限定の高級ラウンジ。夜は特別メニューがある。
- ソラリウム・ビストロ
ヘルシーメニューのレストラン。朝食・昼食を提供。
- サンバ・グリル
アルーア・オブ・ザ・シーズのみ。夜はソラリウム・ビストロの形式を変えて、シュラスコ中心のブラジル料理店になる。
- ワイプ・アウト・カフェ
スポーツエリアにあるビュッフェ形式のカフェ。
- ウィンジャマー・カフェ
朝食・昼食時に人気のレストラン。16デッキにあって眺めが良く、寄港地も展望できる。
- 日本食いずみ（IZUMI）
日本食（寿司バー）に加えて、アジアの料理を楽しめるレストラン。アラカルト料金。座席料$5。

## バー

### デッキ4〜6
- ジャズ・オン・フォー
ジャズとブルースを楽しめるラウンジバー。
- ブレイズ
ナイトクラブ。炎のドアを縁取るドア枠は黒こげ。
- カラオケ
日中はスポーツバーとして楽しめ、夜にはカラオケが歌える。
- モンド・コーヒーバー
イタリア、スペイン、キューバなど名産地のコーヒーなどが楽しめる。
- スターバックスコーヒー
アルーア・オブ・ザ・シーズのみ。国際チェーン店のスターバックスコーヒーが初めて船上に店舗を出した。
- ボレロ
ラテンバー。テキーラなども楽しめて人気。
- グローブ・アトラスパブ
オアシス・オブ・ザ・シーズのみ。バーの上部にある銅製の地球儀が半分に割れると、パフォーマンスの舞台が始まる。
- ボー&スタームパブ
アルーア・オブ・ザ・シーズのみ。カントリー音楽の生演奏もある。
- ライジング・タイド・バー
洋上初の動くバーとして注目を浴びている。セントラルパークとロイヤルプロムナードの間を往復するバーがロイヤルプロムナード側に着くと、バーが上昇し、下から噴水が吹き上がる。運転はスタッフがしてくれる。
- シャンパン・バー
気軽に立ち寄れる上品なバー。シャンパン以外もある。
- スクーナー・バー
帆船をイメージしたピアノバー。
- ボードウォーク・バー
ボードウォークにあるバー。アクアシアターのスクリーンを眺めながらサンドウィッチなどを食べられる。
- アイスクリーム・パーラー
1950年代風のパーラー。アラカルト料金。

### デッキ8〜17
- トレリス・バー
あずまや風バー。
- ダズルズ
2デッキ分を吹き抜けにしたダンス用のラウンジ。毎晩、テーマに合わせた音楽が楽しめる。
- ワイプ・アウト・バー
スポーツコートと船上サーフィンの近くにある立ち飲みバー。アイスクリーム機も人気。
- ソラリウムバー
ソラリウムの上にあるバー。船首付近にあるので眺めが良い。
- スカイバー&マストバー
プールエリアが見えるバー。
- バイキング・クラウン・ラウンジ
一番高い場所にあるバーでプールが見える。ピアノの生演奏があり、ダンスも上演される。

## 客室

### スイート
- ロイヤル・ロフトスイート
141.5m2 (客室) ＋78.3m2 (バルコニー)。船内で最も高級な客室。デッキ18の端にあり、スポーツエリアなどが見渡せる眺めの良い場所にある。室内は2階建て構造で、名前の通りロフトがある。またグランドピアノも備わっている。
- ロイヤル・スイート
118.4m2 (客室) ＋31.1m2 (バルコニー)。
- プレジデンシャル・ファミリースイート
106.1m2 (客室) ＋44.2m2 (バルコニー)。
- スカイ・ロフトスイート
67.0(客室)m2＋38.0m2 (バルコニー)。眺めの良い18デッキの端に高級客室で2室ある。ロイヤル・ロフトスイートと比べると面積は半分ほどでグランドピアノもないとは言え、一般の家ほどの設備が揃う。
- アクアシアター・スイート
62.5m2〜76.4m2 (客室) ＋56.6m2〜71.7m2 (バルコニー)。船の最後尾、デッキ8〜10のアクアシアターの左右にある客室。上演中のショーを直接、部屋から観ることができる。室内も広め。
- オーナーズ・スイート
51.6m2 (客室) ＋22.5m2 (バルコニー)。
- ファミリー・スイート
53.8m2 (客室) ＋22.1m2 (バルコニー)。船の中央部にあり、広い客室。最大定員が8人で、大家族でも1部屋に泊まれるように工夫されている。
- クラウンロフト・スイート
50.6m2 (客室) ＋10.5m2 (バルコニー)。
- グランド・スイート
34.4m2 (客室) ＋9.7m2 (バルコニー)。
- ジュニア・スイート
26.6m2 (客室) ＋7.4m2 (バルコニー)。

### 内側バルコニー
- ファミリー・バルコニー
25.1m2 (客室) ＋7.6m2 (バルコニー)。
- ボードウォーク・バルコニー
16.9m2 (客室) ＋4.8m2 (バルコニー)。客室のバルコニーからボードウォークの町並みや回転木馬を眺めることができる。
- セントラルパーク・バルコニー
16.9m2 (客室) ＋4.8m2 (バルコニー)。他のクラスの客船と違って船内にセントラルパークの空間を設けたことから、内側の客室にもバルコニーを設置して室外の眺めを確保した。特にセントラルパーク・バルコニーは客室数が多く、景色も良いと注目されている。
- スーペリア・バルコニー
16.9m2 (客室) ＋4.6〜7.4m2 (バルコニー)。

以下の客室にはバルコニーは備わらない。

### 海側
- ファミリー海側
25.1m2
- セントラルパーク・ビュー
18.4m2
- ボードウォーク・ビュー
17.4m2
- スタンダード・海側
16.6m2

### 内側
- ファミリー・内側
24.1m2
- プロムナード
18.0m2 内側客室にも窓があり、眺めを確保。まるでロイヤルプロムナードの町の一角に家があるような雰囲気は人気が高い。
- スタンダード・内側
13.8〜15.9m2

## 船内イベント
- ボン・ボヤージュ・パーティー
出港時にプールサイドで開催。バンド演奏が楽しめる。
- キャプテンズ・シャンパン・レセプション
クルーズ2日目の晩にロイヤル・プロムナードで開く。キャプテン（船長）が主催するカクテル・パーティーに招かれるので、服装の決まりはフォーマル。
- ビンゴ
時間と場所は船内新聞にお知らせが載る。カードはシーパスカードで何枚でも購入可能。
- パレード
ロイヤル・プロムナードで開催。 ドリームワークスの『シュレック』などのキャラクターが出演。
- シアターショー
ミュージカルや手品などを上演。演目は『ヘアスプレー』（オアシス・オブ・ザ・シーズのみ）、『シカゴ』（アルーア・オブ・ザ・シーズのみ）など。
- アクアシアターショー
世界最深・最大の船上プールで行われる。オリンピック出場経験があるプロのダイビングショーや噴水ショーなど。
- スケートショー
夜間、スケートリンクで開催。プロスケーターが演じるショーや、ドリームワークスのキャラクターが出演。
- コメディライブ
毎晩、2〜3回上演。2人のコメディアンがかわす1時間のトークショー。
- 大道芸
ロイヤル・プロムナードでは時々、大道芸人が出現しパフォーマンスを披露する。
- オークション
絵画やアニメのセル画など、オークションが楽しめる。
- アクティビティ
船内ではストレッチやエアロビクス、フィットネスなどのスポーツプログラムをはじめ、ワークショップや語学教室など文化活動も用意されている。
- フェアウェルショー
さよならパーティー。船内の数ヵ所で行われ、シアターでは食事時間に合わせて開催は2回。

## 寄港地
主な港を示す。
- フォートローダデール（アメリカ合衆国フロリダ州） - 出航地
- ラバディー（ハイチ）
- ファルマス（ジャマイカ）
- コスタ・マヤ（メキシコ）
- コスメル（メキシコ）
- ナッソー（バハマ）
- シャーロット・アマリー（セント・トーマス島）
- フィリップスブルフ（セント・マーチン島）

## ギャラリー

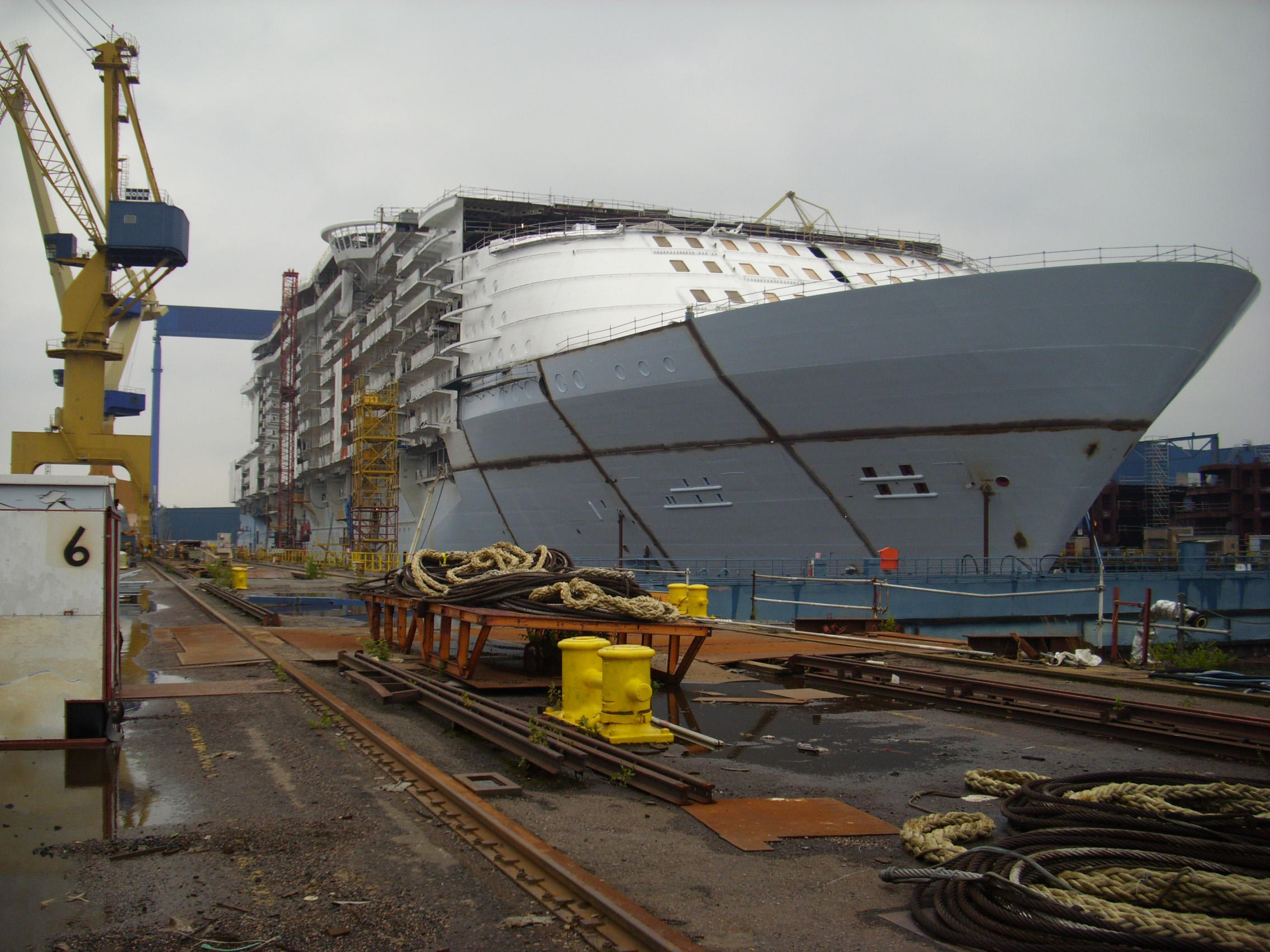
建造中のオアシス・オブ・ザ・シーズ
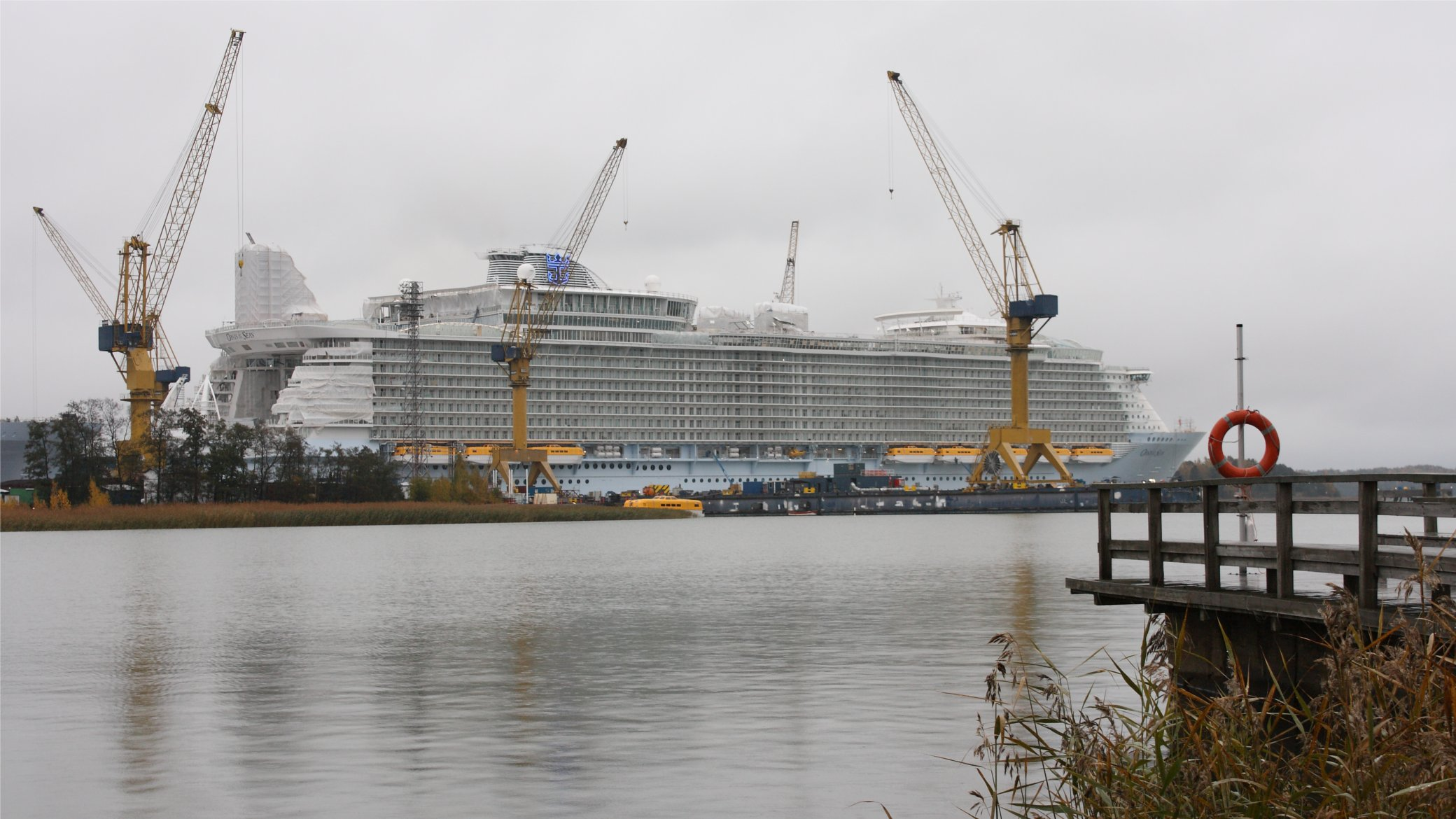
建造中のオアシス・オブ・ザ・シーズ
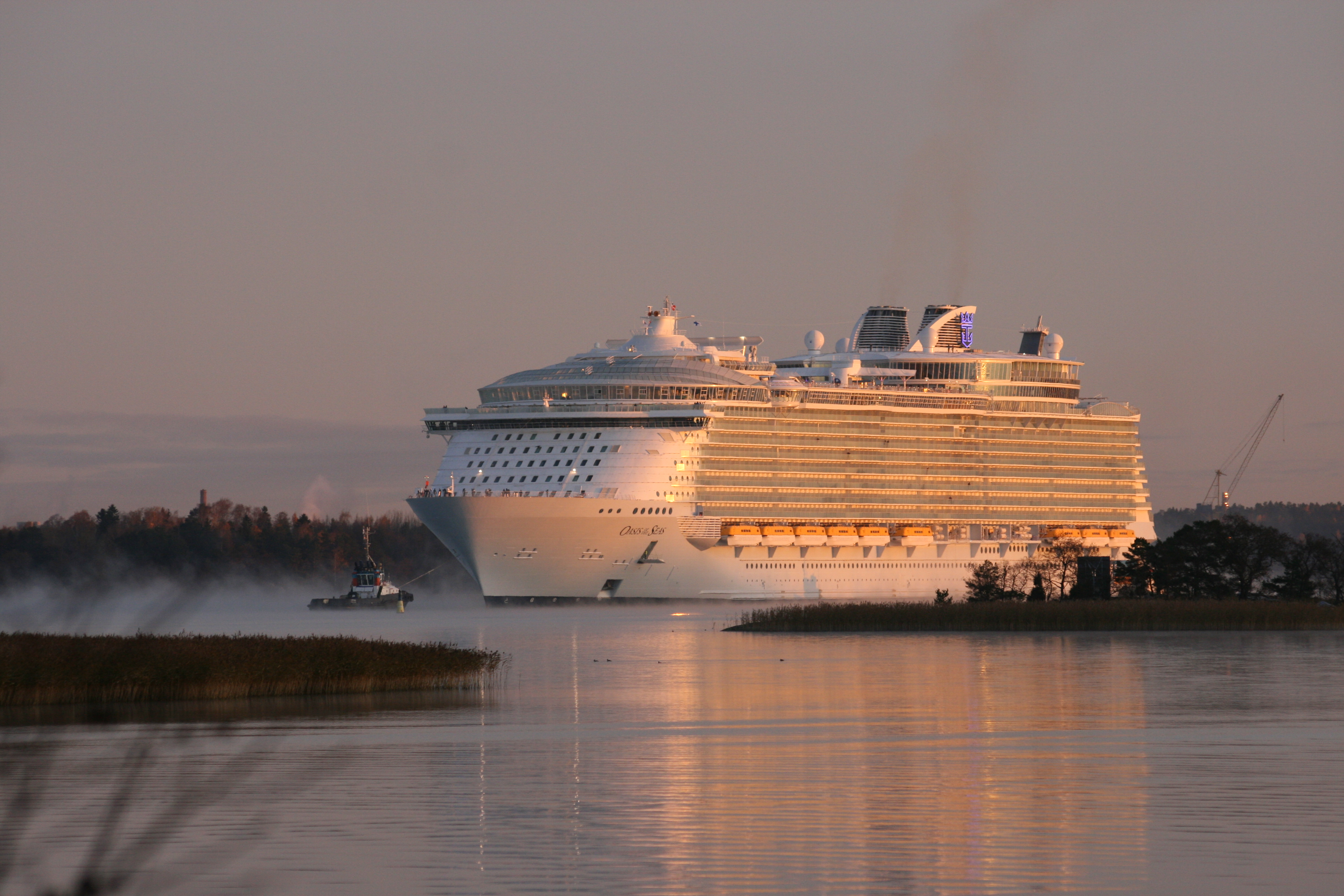
オアシス・オブ・ザ・シーズ
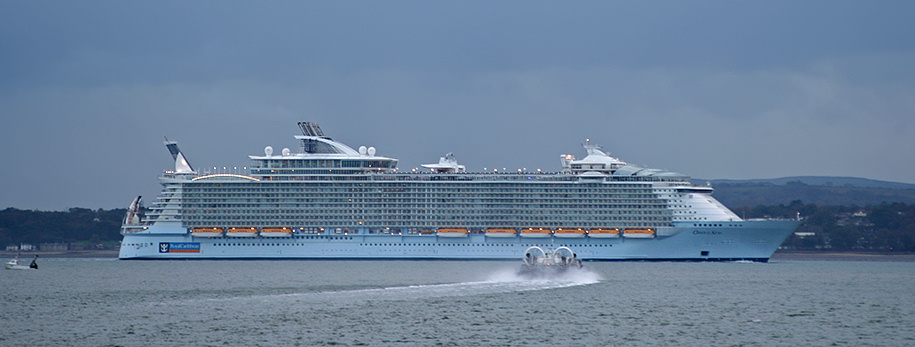
オアシス・オブ・ザ・シーズ
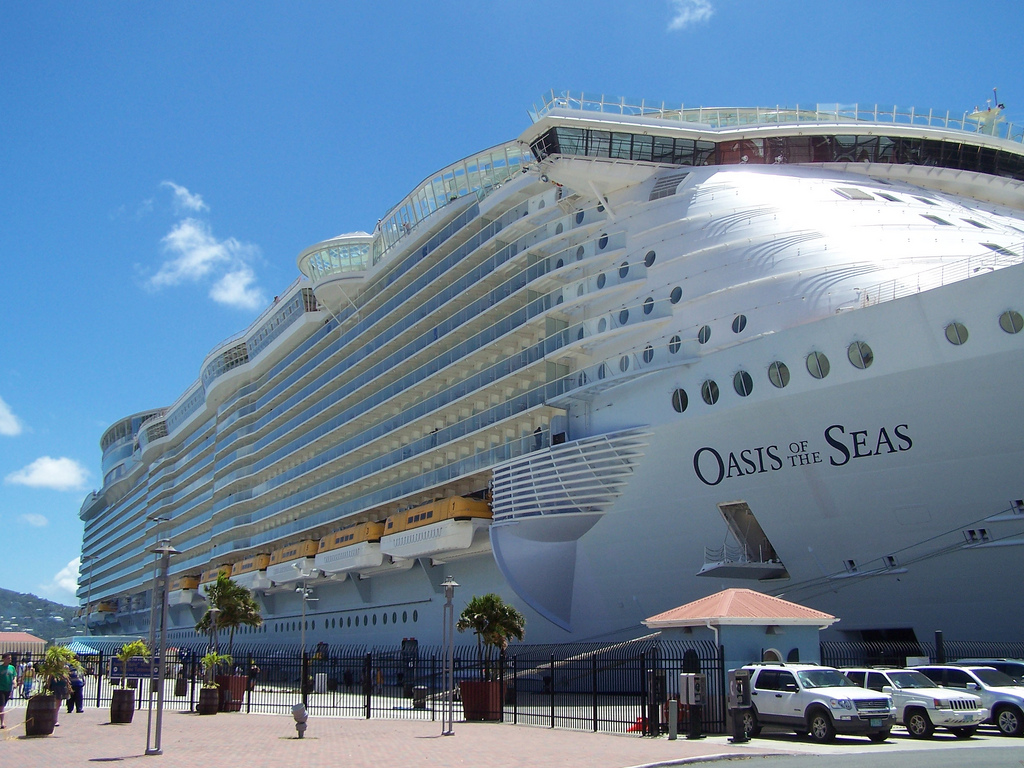
オアシス・オブ・ザ・シーズ
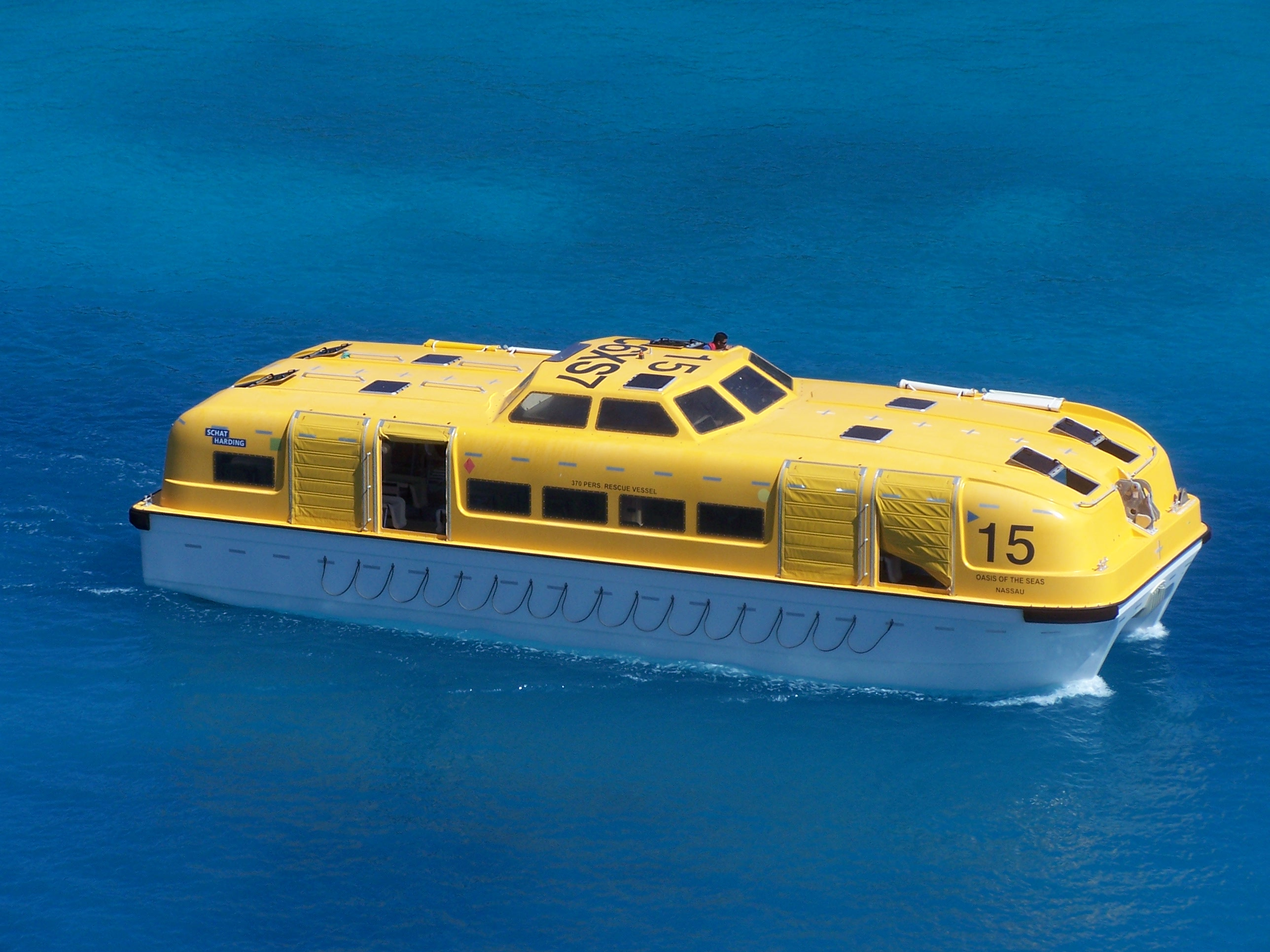
オアシス・オブ・ザ・シーズの救命ボート
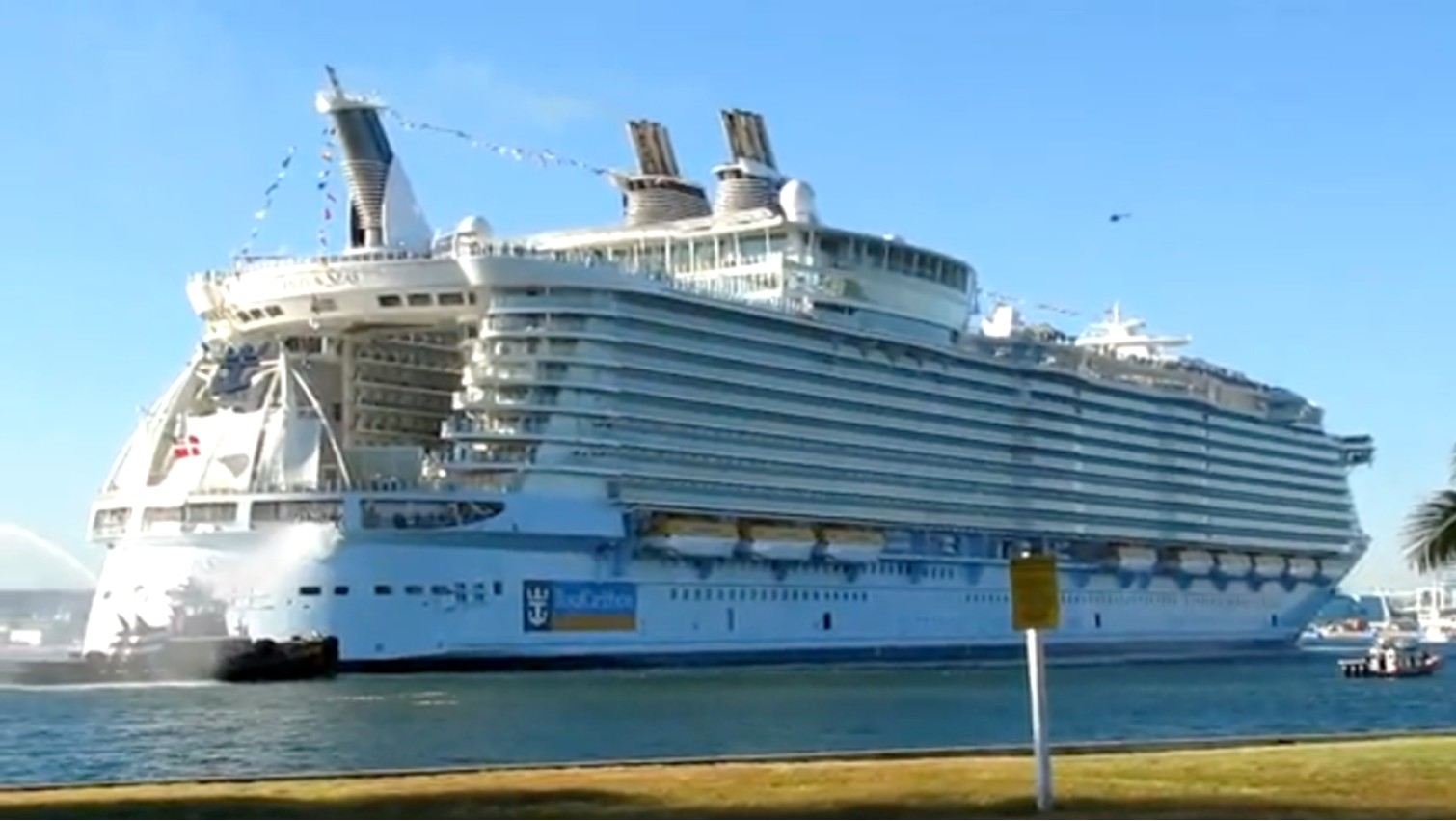
オアシス・オブ・ザ・シーズ
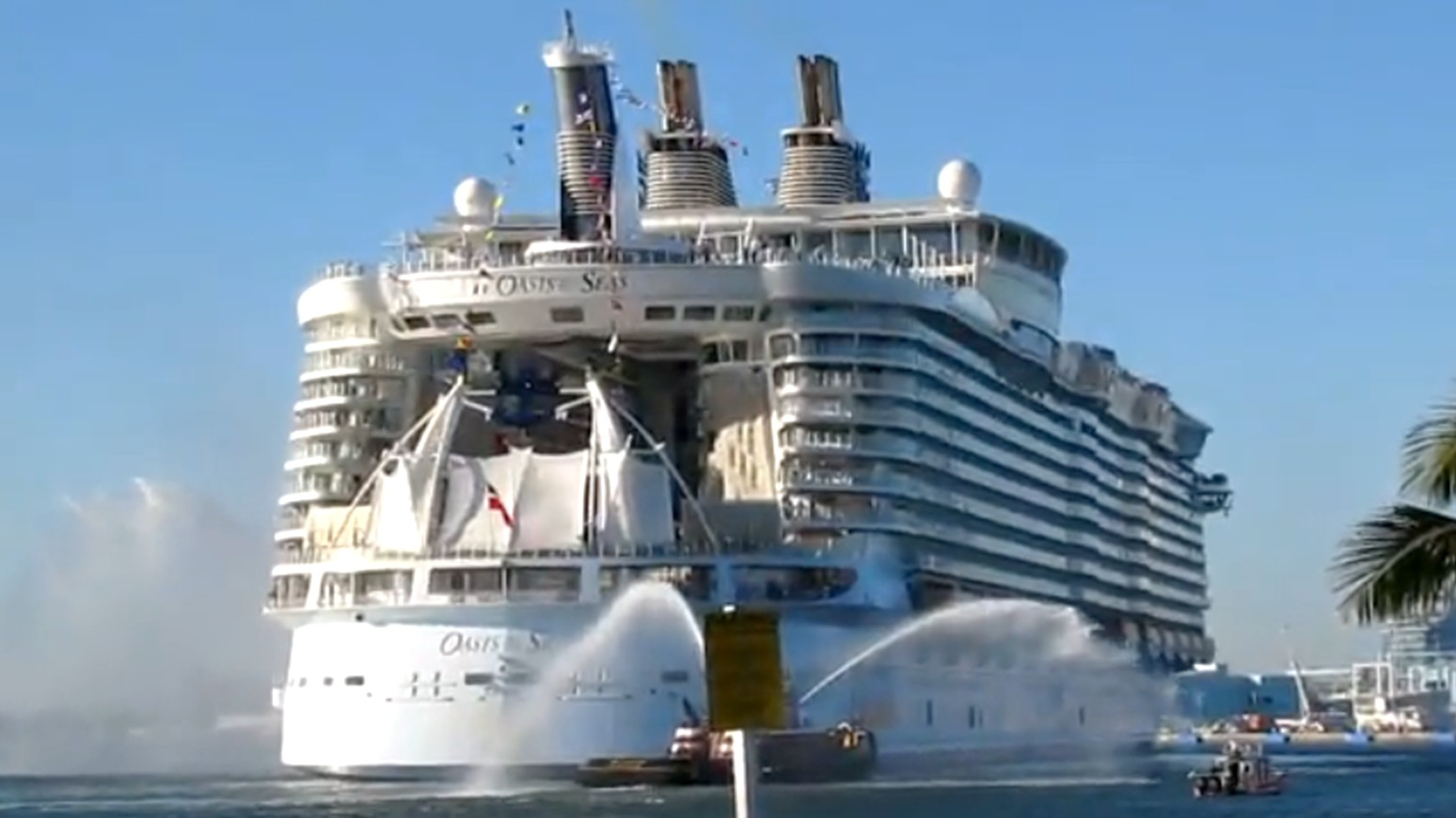
オアシス・オブ・ザ・シーズ
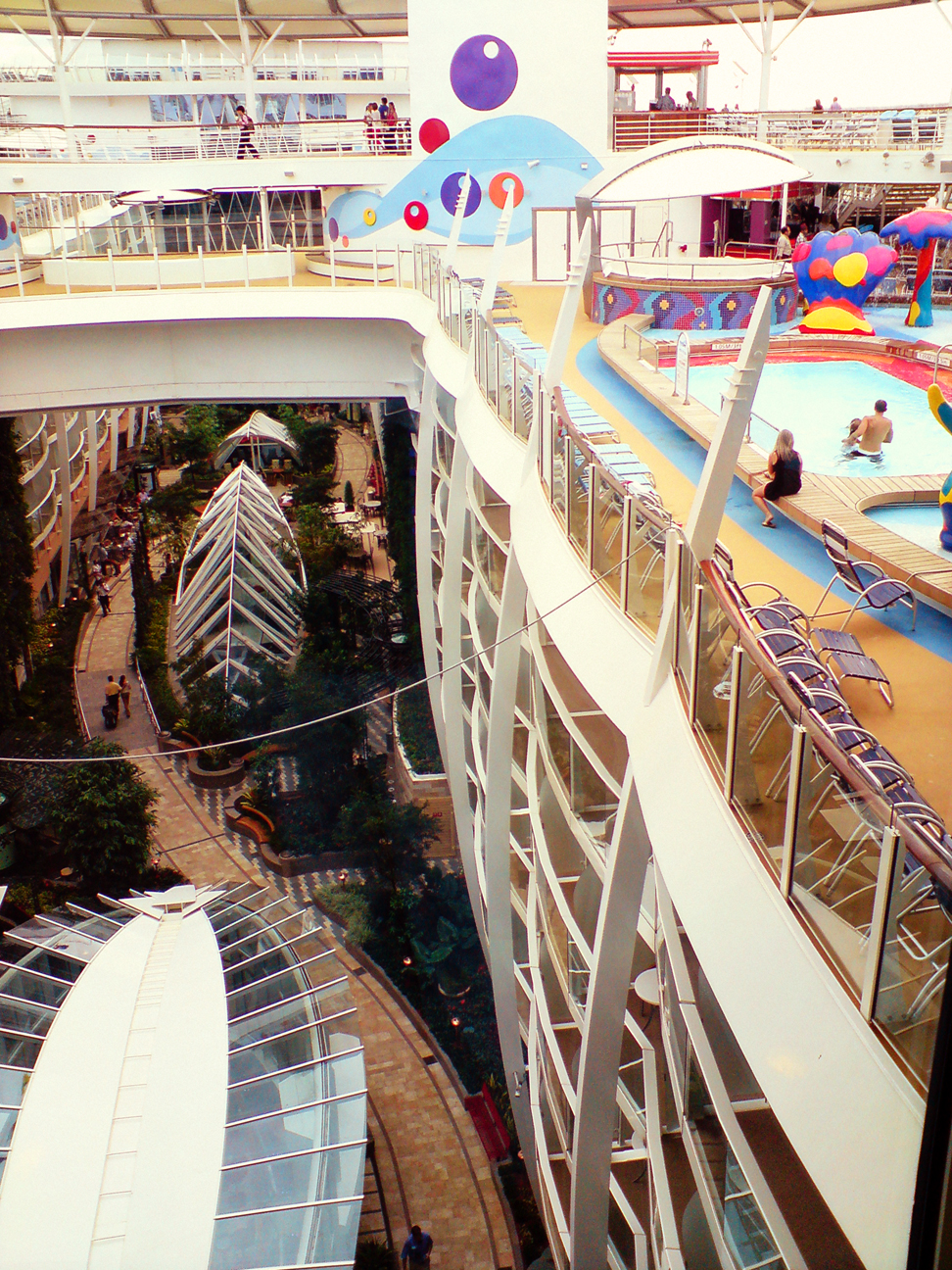
セントラルパーク
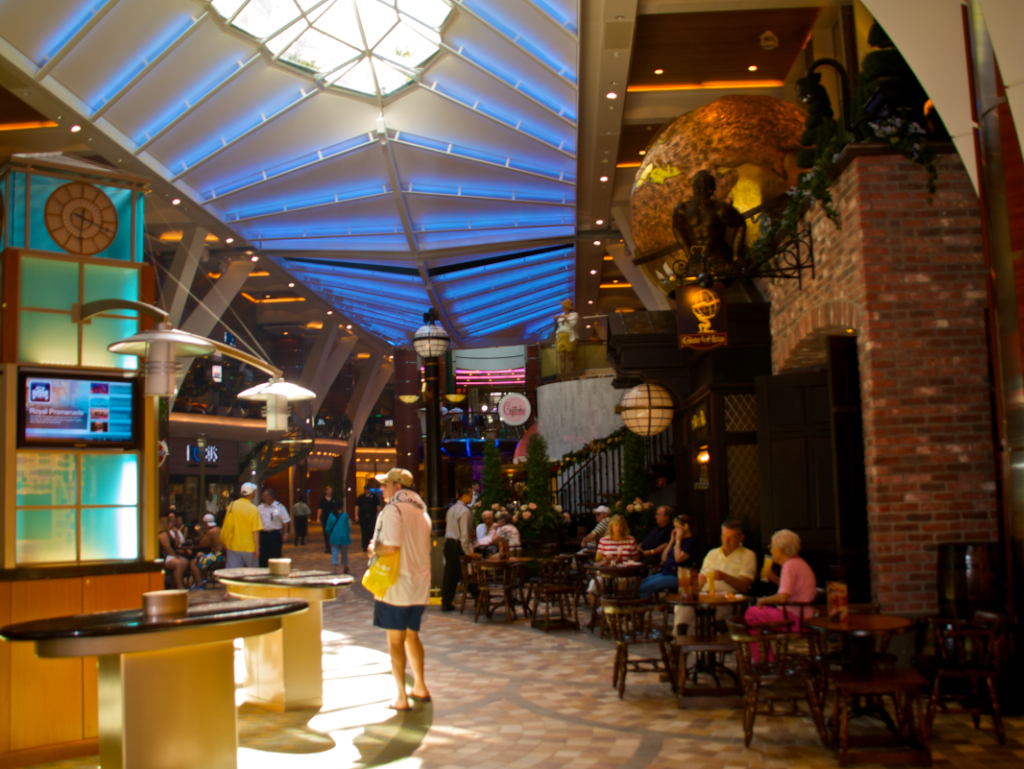
ロイヤル・プロムナード
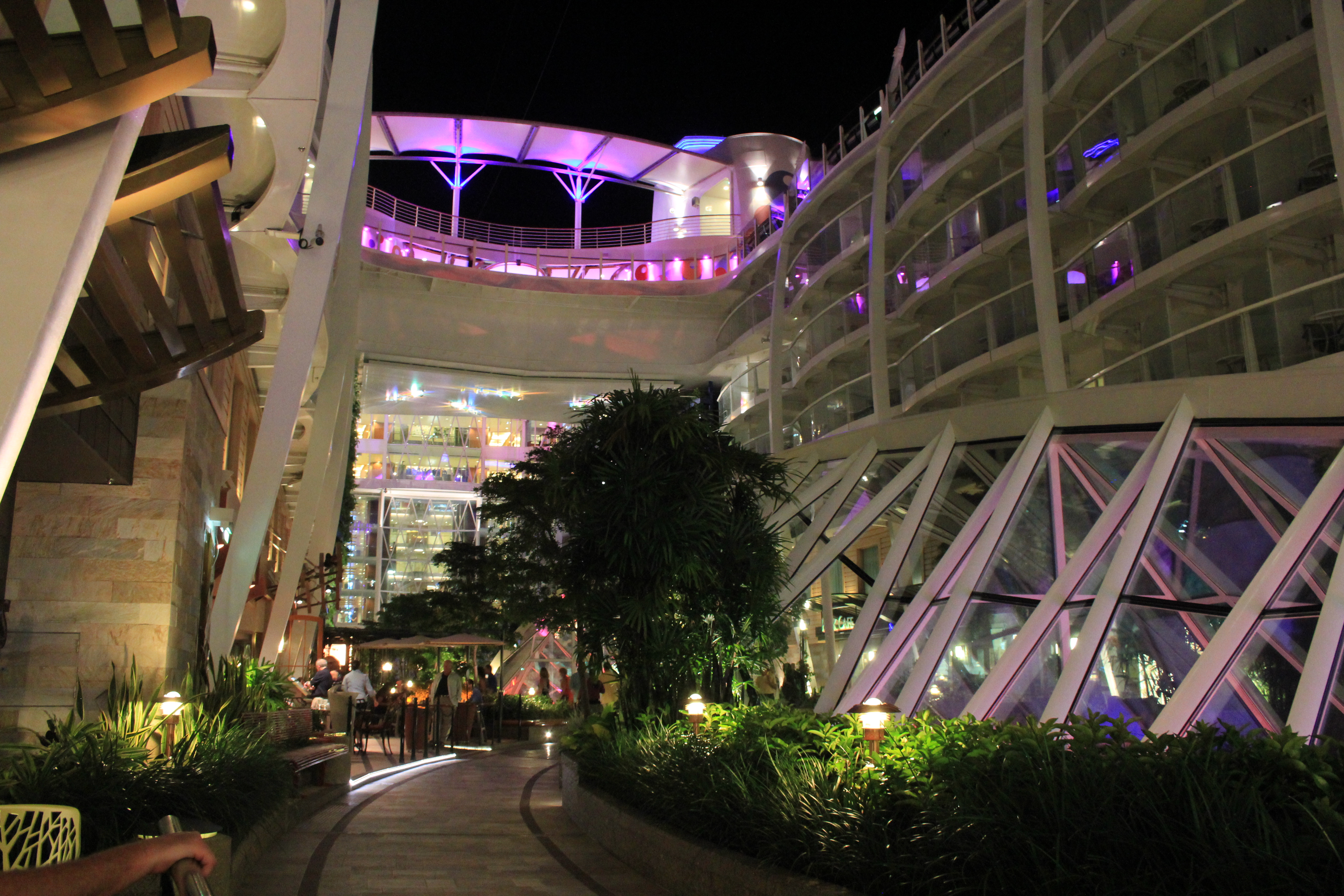
夜のセントラルパーク
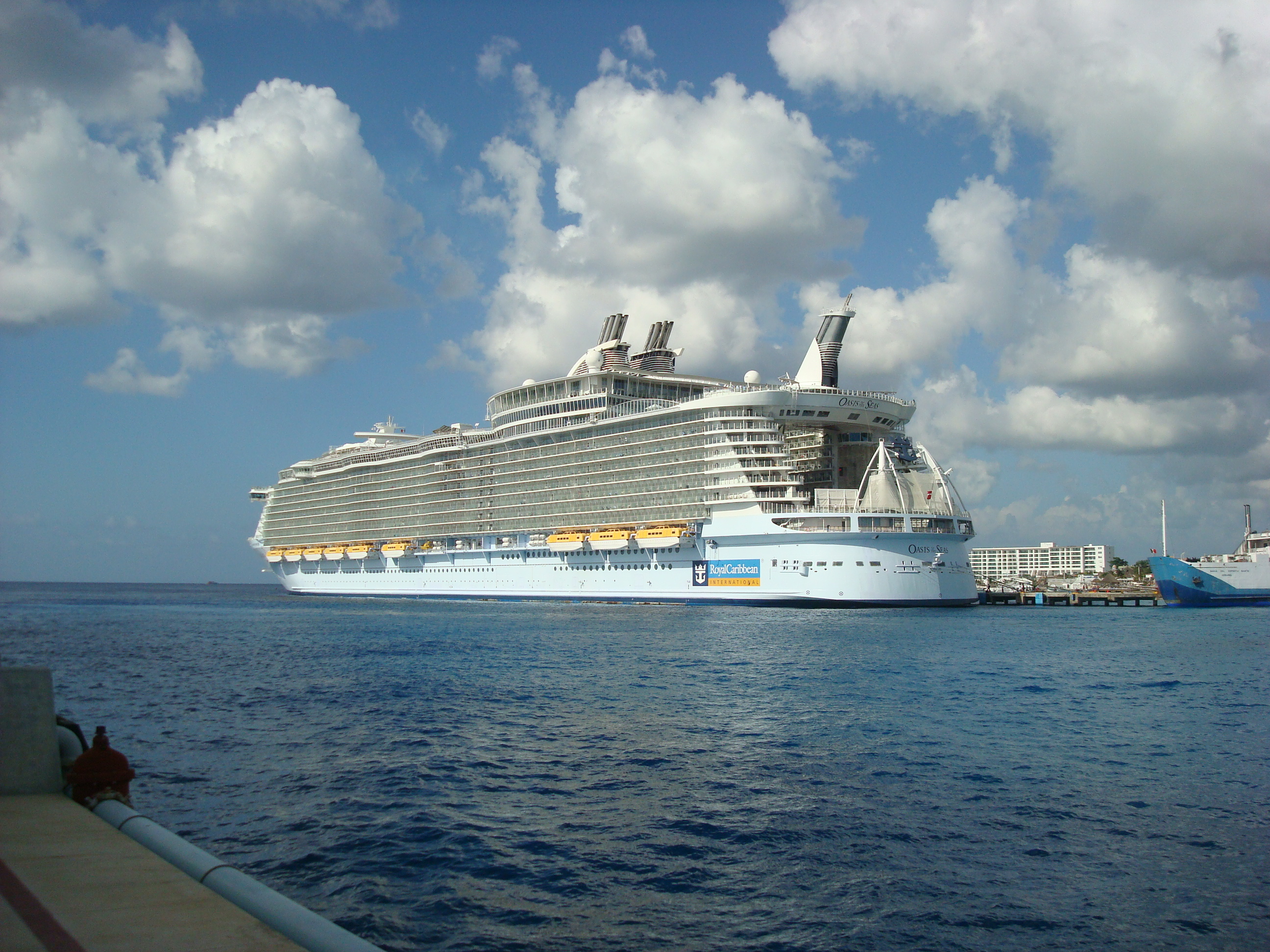
オアシス・オブ・ザ・シーズ

## 同型船
- 2番船 - アルーア・オブ・ザ・シーズ[9]（Allure of the Seas） （2010年10月28日竣工）
測定時の鋼材の温度差により、オアシス・オブ・ザ・シーズより全長が50mm長い[15]。
- 3番船 - ハーモニー・オブ・ザ・シーズ（Harmony of the Seas） （2016年6月就航）
全長362mでオアシスクラスの中でも最大の大きさ[16]
- 4番船 - シンフォニー・オブ・ザ・シーズ （2018年４月就航）[17][18]
- 5番船 - ワンダー・オブ・ザ・シーズ （2021年春就航予定）[19][要説明]
- 6番船 - 未定（2023年秋就航予定）[要説明]

### 関連資料
脚注に未使用の資料。
- Sloan, Gene (2010年4月8日). “Record set as Oasis of the Seas sails with more than 6,000 passengers” (英語). USA Today. 2010年8月14日閲覧。
- Giovis, Jaclyn (2008年6月19日). “New Royal Caribbean cruise ship offers many firsts” (英語). Sun-Sentinel.  オリジナルの2008年6月20日時点におけるアーカイブ。 2008年6月19日閲覧。
- Fain, Richard (2009年4月15日). “Thanks a Billion” (英語).   Royal Caribbean International. 2009年11月28日時点のオリジナルよりアーカイブ。2009年6月12日閲覧。
- Sloan, Gene (2008年5月23日). “Royal Caribbean's next ships will be Oasis, Allure” (英語). USA Today. 2012年7月19日閲覧。
- “World record Cruise Ship” (英語). Sky.com (2010年7月14日). 2010年7月28日閲覧。
- Behling, Frank (2009年10月31日). “"Oasis of the Seas" hat Kurs auf Fehmarn ["Oasis of the Seas" has embarked on Fehmarn]” (ドイツ語). Kieler Nachrichtan.  オリジナルの2009年11月3日時点におけるアーカイブ。
- “Huge cruise ship stops in Solent” (英語). BBC News. (2009年11月2日) 2010年8月13日閲覧。
- “If Royal Caribbean builds it, 6,400 could come” (英語). The Boston Globe. Associated Press. (2006年2月7日)
- Bryner, Jeanna (2009年11月3日). “How the World's Largest Cruise Ship Floats” (英語). Livescience.com 2009年11月13日閲覧。

- Wright, William S. (Captain) (2009). Oasis of the Seas (英語). Royal Caribbean. 2010年6月20日時点のオリジナルよりアーカイブ.
  - "Blue Seas, Green Practices", Captain's Log, Day Six
  - "Back to the Bridge", Captain's Log, Day Ten
- Holmlund-Sund, Marit (28 October 2009). “Wärtsilä powers Royal Caribbean's Oasis of the Seas - the largest and most revolutionary cruise ship in the world” (Press release) (英語). Wärtsilä Corporation. 2009年11月29日時点のオリジナルよりアーカイブ.
- Gale, Kevin (2010年1月18日). “Solar panels juice up Royal Caribbean's Oasis of the Seas” (英語). South Florida Business Journal.  オリジナルの2014年4月4日時点におけるアーカイブ。
- Sewall, Adam (2010年1月18日). “Royal Caribbean Adding Solar Power to its Fleet” (英語). GetSolar.com.  オリジナルの2014年4月4日時点におけるアーカイブ。
- Hall, Nick (2009年12月10日). “World's largest lifeboats for Oasis of the Seas” (英語). Motor Boats. 2011年7月26日閲覧。
- Pan, Phillip P (2009年10月31日). “World's largest cruise ship offers a boatload of firsts” (英語). The Kansas City Star.  オリジナルの2009年11月4日時点におけるアーカイブ。
- Olsen, Jan M (2009年11月1日). “Largest cruise ship squeezes under Danish bridge” (英語). Associated Press.  オリジナルの2009年11月10日時点におけるアーカイブ。
- “Clarissaparish.com”. 2017年12月8日時点のオリジナルよりアーカイブ。2012年1月閲覧。 エラー: 閲覧日は年・月・日のすべてを記入してください。（説明）
- “Her går gigantskipet hårfint under” [Here goes the giant ship under narrowly] (ノルウェー語).   Nettavisen. 2010年3月8日時点のオリジナルよりアーカイブ。2010年8月13日閲覧。